# Guillermo Coria
Guillermo Sebastián Coria (Rufino, Provincia de Santa Fe; 13 de enero de 1982) es un extenista profesional argentino apodado El Mago. Su mejor Ranking ATP fue el N.º.3 en mayo de 2004. 
Alcanzó la final del Abierto de Francia en 2004, en la que perdió ante su compatriota Gastón Gaudio en 5 sets a pesar de contar con dos puntos para campeonato con su saque. Además, ganó 2 torneos Masters Series y terminó finalista en otras 5 oportunidades. Terminó como Top Ten durante 3 temporadas consecutivas, en 2003, 2004 y 2005, alcanzando un ranking máximo N.º 3 durante 2004 y 2005. En 2006 tuvo una brusca baja en su rendimiento tenístico, de la cual nunca se recobraría, lo que redundó finalmente en el anuncio de su retiro en abril de 2009 con tan solo 27 años y 3 meses de edad.
En 2016 colabora con el equipo argentinos juniors que envía la Asociación Argentina de Tenis al US Open. En ese mismo año también fue seleccionado por la ATP como uno de los mejores tenistas de la historia que no obtuvo un título de Grand Slam.
En 2018, además, fue elegido como capitán del equipo argentino de Copa Davis, junto con Gastón Gaudio y Guillermo Cañas.

## Biografía
En el año 1995, con tan solo 13 años se fue a vivir solo a Estados Unidos, precisamente a Key Biscayne donde vivió -casi- en la pobreza, donde se mantenía con 50 dólares por semana, lo que provocó un cambio abrupto en su vida, su manera de pensar y de relacionarse con las personas. En 1998, ya establecido como competidor disputó su primera final en el Orange Bowl frente a Roger Federer.

## Carrera profesional

### 2000: Inicios
Se convierte en profesional y obtiene su primer título en Chile Future 2 en Temuco. Hace su debut en Roland Garros para mayores alcanzando la segunda ronda después de haber sorteado exitosamente la etapa de clasificación. A finales de año obtiene 4 torneos challenger de forma consecutiva en Lima, São Paulo, Montevideo y Buenos Aires, que lo hacen terminar la temporada entre los mejores 100 tenistas del ranking mundial.

### 2001: Primer título y suspensión
En este año consiguió su primer título ATP profesional en Viña del Mar, Chile derrotando en la final a Gastón Gaudio, quien se tomaría revancha una semana después en los cuartos de final del torneo de Buenos Aires. Coria además alcanzó la final del torneo de Palma de Mallorca y la semifinal del Masters Series Montecarlo, ganándose un lugar entre los mejores 25 tenistas del ranking mundial. Sin embargo el segundo semestre no fue tan bueno como el primero ya que una lesión en el pulgar lo dejó fuera de las canchas por 3 meses y luego fue sancionado con 7 meses de inactividad por dar positivo en un control antidopaje por nandrolona.

### 2002: Vuelta tras doping
Reapareció en el mes de marzo tras la sanción que lo hizo descender hasta el puesto 198 del ranking mundial. Volvió a jugar torneos challenger, ganando los de Prostějov y Lugano. En el circuito ATP llegó a su primera final en un torneo de superficie dura en Costa do Sauipe, Brasil.

### 2003: 38 victorias en 42 partidos
Comenzó la que sería la mejor temporada de su carrera alcanzando la final del ATP de Buenos Aires, perdiendo ante el español Carlos Moyá. Otro español, Juan Carlos Ferrero, le ganó en la final del Masters Series de Montecarlo. Pocas semanas después obtuvo su primer título de Masters Series en Hamburgo, tras derrotar en el partido decisivo a su compatriota Agustín Calleri. En las semifinales de ese torneo venció en otro reñido partido a Gastón Gaudio, en donde ambos tuvieron un fuerte altercado en los vestuarios.
En Roland Garros consiguió un gran triunfo sobre Andre Agassi en cuartos de final y quedó eliminado en semifinales ante el desconocido neerlandés Martin Verkerk. Más adelante, se impuso en tres semanas consecutivas en los torneos de Stuttgart, Kitzbühel y Sopot sin ceder un solo set. En el US Open alcanzó los cuartos de final y logró su primer título en canchas rápidas en Basilea debido a la no presentación de David Nalbandian en la final. Jugó la Copa Masters, con un registro de un triunfo y dos derrotas en tres sets. Su récord de la temporada sobre canchas lentas fue de 38 victorias y 5 derrotas, el mejor del circuito. Además, finalizó el año en el puesto número 5 del ranking mundial.

### 2004: Final de Roland Garros
En el primer semestre se afianzó como el tercer mejor jugador del mundo detrás de Roger Federer y Andy Roddick. Ganó el ATP de Buenos Aires y el Masters Series de Montecarlo y fue finalista en los Masters Series de Miami y Hamburgo en el cual Roger Federer le cortó una racha de poco más de 30 partidos invicto en canchas lentas.
Llegó como claro favorito a ganar el torneo de Roland Garros y a ser el principal contrincante de Roger Federer por el puesto número uno del ranking mundial, luego de vencer cómodamente a todos sus rivales, perdió una increíble final ante Gastón Gaudio. En ese partido, se impuso en los dos primeros sets y dispuso de dos match points con saque en el quinto set pero perdió. Muchos piensan que ese partido le destruyó la carrera. De ahí en adelante comenzó a tener problemas psicológicos que se vieron reflejados en el cambio del servicio, lo que ocasionó que haga cerca de 20 dobles faltas por partido de promedio.
Después del duro golpe sufrido en París, llegó a su primera final sobre césped en 's-Hertogenbosch, demostrando que estaba para dar batalla y seguir peleando bien arriba en el ranking. Sin embargo, una operación en su hombro derecho lo dejó afuera del circuito por 4 meses y se perdió la posibilidad de participar en los Juegos Olímpicos de Atenas. Volvió a tiempo para disputar la Copa Masters, aunque perdió todos sus partidos en sets corridos.

### 2005: Finales de Master 1000
En esta temporada consiguió clasificarse nuevamente para la Copa Masters. Alcanzó los octavos de final de todos los Grand Slam, incluyendo los cuartos de final del US Open. Obtuvo su único título en Umag tras vencer a Carlos Moyá y alcanzó las finales de los Masters Series de Montecarlo y Roma y del torneo de Pekín, perdiendo todas ante el español Rafael Nadal. Cabe destacar su actuación en el Master Series de Roma en el cual según él mismo fue el mejor partido de su carrera como profesional alcanzando su mejor nivel y jugando 5 horas 14 minutos. Aunque perdió, dejó una buena imagen que le daría el apodo de "el invencible".

### 2006: Baja de nivel e irregularidad
Tuvo un pobre récord de 11 victorias y 15 derrotas, siendo sus mejores resultados una semifinal en Amersfoort y los cuartos de final en el Masters Series de Montecarlo. Finalizó la temporada en el puesto número 116 del ranking mundial. Se retiró momentáneamente del circuito debido a la falta de confianza que exhibía cada vez que jugaba, cometiendo una gran cantidad de dobles faltas por partido, aunque algunos sectores de la prensa señalaban que su bajo nivel tenístico se debía a problemas personales, más precisamente con su esposa.

### 2008: Vuelta y año regular
En el torneo de Roland Garros reaparece después de 3 años y en primera ronda le toca enfrentarse al español Tommy Robredo. El partido es programado en el court central del Phillipe Chatrier. El Mago Coria se ve rápidamente con dos quiebres abajo y 2-5 en el primer set, sin embargo es aquí donde comienza a realizar su mejor tenis y levanta su nivel de juego y logra llevarse la primera manga por 7-5. En el segundo set van muy igualados hasta que Robredo consigue quebrar en el séptimo juego y llevarse el segundo set por 6-4. Finalmente Coria terminaría cayendo por 5-7, 6-4, 6-1, 6-4. Si bien Coria no logró ganar se le notó en un buen nivel y jugando como hacía mucho tiempo no lo hacía.
Registró un récord de apenas 3 victorias y 11 derrotas. Habiéndose cumplido casi un año desde su regreso, ocupaba la posición 576 del ranking mundial de la ATP. En octubre de 2008 anuncia que regresará en el 2009, despejando rumores de retiro. Comentó la final de la Copa Davis entre Argentina y España por el canal TyC Sports. A fines de diciembre asumió como su nuevo entrenador el extenista argentino Martín García.

### 2009: Retiro definitivo
Luego de disputar el Challenger de Bangkok, Tailandia; Coria anunció su retiro del tenis profesional el 28 de abril de 2009, a los 27 años, aduciendo no tener motivación suficiente para seguir compitiendo tras 9 años de carrera profesional. En ese año colaboró con el equipo argentino de la AAT de juniors sub-18 en las giras por Europa. En el 2010 abrió una academia con su nombre (Academia Guillermo Coria) en el barrio Fisherton en Rosario. Recibió el Premio Konex - Diploma al Mérito como uno de los 5 mejores tenistas de la década en Argentina. 

## Torneos de Grand Slam

### Individuales

#### Finalista (1)
| Fecha              | Campeonato    | Oponente en la final | Resultado               |
| ------------------ | ------------- | -------------------- | ----------------------- |
| 6 de junio de 2004 | Roland Garros | Gastón Gaudio        | 6-0, 6-3, 4-6, 1-6, 6-8 |

## Torneos ATP Master Series (2)

### Individuales (2)

#### Títulos
| Año  | Campeonato | Oponente en la Final | Marcador Final |
| ---- | ---------- | -------------------- | -------------- |
| 2003 | Hamburgo   | Agustín Calleri      | 6-3 6-4 6-4    |
| 2004 | Montecarlo | Rainer Schüttler     | 6-2 6-1 6-3    |

#### Finalista (5)
| Año  | Campeonato | Oponente en la Final | Marcador Final         |
| ---- | ---------- | -------------------- | ---------------------- |
| 2003 | Montecarlo | Juan Carlos Ferrero  | 6-2 6-2                |
| 2004 | Miami      | Andy Roddick         | 6-7(3) 6-3 6-1 ret.    |
| 2004 | Hamburgo   | Roger Federer        | 4-6 6-4 6-2 6-3        |
| 2005 | Montecarlo | Rafael Nadal         | 6-3 6-1 0-6 7-5        |
| 2005 | Roma       | Rafael Nadal         | 6-4 3-6 6-3 4-6 7-6(6) |

## Torneos ATP (9)

### Individuales (9)

#### Títulos
| Leyenda                       |
| Grand Slam (0)                |
| Tennis Masters Cup (0)        |
| ATP Masters Series (2)        |
| International Series Gold (2) |
| International Series (4)      |

| N.º | Fecha                 | Torneo       | Superficie    | Oponente en la final | Resultado   |
| --- | --------------------- | ------------ | ------------- | -------------------- | ----------- |
| 1.  | 12 de febrero de 2001 | Viña del Mar | Tierra batida | Gastón Gaudio        | 4-6 6-2 7-5 |
| 2.  | 12 de mayo de 2003    | Hamburgo     | Tierra batida | Agustín Calleri      | 6-3 6-4 6-4 |
| 3.  | 14 de julio de 2003   | Stuttgart    | Tierra batida | Tommy Robredo        | 6-2 6-2 6-1 |
| 4.  | 21 de julio de 2003   | Kitzbühel    | Tierra batida | Nicolás Massú        | 6-1 6-4 6-2 |
| 5.  | 28 de julio de 2003   | Sopot        | Tierra batida | David Ferrer         | 7-5 6-1     |
| 6.  | 12 de octubre de 2003 | Basilea      | Carpeta       | David Nalbandián     | W/O         |
| 7.  | 16 de febrero de 2004 | Buenos Aires | Tierra batida | Carlos Moyá          | 6-4 6-1     |
| 8.  | 19 de abril de 2004   | Montecarlo   | Tierra batida | Rainer Schüttler     | 6-2 6-1 6-3 |
| 9.  | 25 de julio de 2005   | Umag         | Tierra batida | Carlos Moyá          | 6-2 4-6 6-2 |

#### Finalista (11)
| Leyenda                           |
| Grand Slam (1)                    |
| Tennis Masters Cup (0)            |
| ATP Masters Series (5)            |
| ATP International Series Gold (0) |
| ATP International Series (5)      |

| N.º | Fecha                    | Torneo           | Superficie    | Oponente en la final | Resultado              |
| --- | ------------------------ | ---------------- | ------------- | -------------------- | ---------------------- |
| 1.  | 7 de mayo de 2001        | Mallorca         | Tierra batida | Alberto Martín       | 3-6 6-3 2-6            |
| 2.  | 16 de septiembre de 2002 | Costa du Sauipe  | Dura          | Gustavo Kuerten      | 6-7(4) 7-5 7-6(2)      |
| 3.  | 24 de febrero de 2003    | Buenos Aires     | Tierra batida | Carlos Moyá          | 6-3 4-6 6-4            |
| 4.  | 21 de abril de 2003      | Montecarlo       | Tierra batida | Juan Carlos Ferrero  | 6-2 6-2                |
| 5.  | 5 de abril de 2004       | Miami            | Dura          | Andy Roddick         | 6-7(2) 6-3 6-1 ret.    |
| 6.  | 17 de mayo de 2004       | Hamburgo         | Tierra batida | Roger Federer        | 4-6 6-4 6-2 6-3        |
| 7.  | 6 de junio de 2004       | Roland Garros    | Tierra batida | Gastón Gaudio        | 6-0 6-3 4-6 1-6 6-8    |
| 8.  | 21 de junio de 2004      | 's-Hertogenbosch | Césped        | Michael Llodra       | 6-3 6-4                |
| 9.  | 18 de abril de 2005      | Montecarlo       | Tierra batida | Rafael Nadal         | 6-3 6-1 0-6 7-5        |
| 10. | 9 de mayo de 2005        | Roma             | Tierra batida | Rafael Nadal         | 6-4 3-6 6-3 4-6 7-6(6) |
| 11. | 19 de septiembre de 2005 | Pekín            | Dura          | Rafael Nadal         | 5-7 6-1 6-2            |

## Clasificación histórica
| Grand Slam                 |     |       |       |       |       |       |       |     |     |            |
| Abierto de Australia       |     | 2R    |       | 4R    | 1R    | 4R    | 3R    |     |     | 9–5        |
| Roland Garros              | 2R  | 1R    | 3R    | SF    | F     | 4R    |       |     | 1R  | 17–7       |
| Wimbledon                  |     | 1R    |       | 1R    | 2R    | 4R    |       |     |     | 4–4        |
| US Open                    | Q1  |       | 3R    | CF    |       | CF    | 1R    |     |     | 10–4       |
| Victorias – Derrotas       | 1–1 | 1–3   | 4–2   | 12–4  | 7–3   | 13–4  | 2–2   | 0–0 | 0–1 | 40–20      |
| Torneo de Fin de Año       |     |       |       |       |       |       |       |     |     |            |
| Torneo de Maestros         |     |       |       | RR    | RR    | RR    |       |     |     | 1–8        |
| ATP Masters Series         |     |       |       |       |       |       |       |     |     |            |
| Indian Wells               |     |       |       | 3R    | CF    | 4R    |       |     |     | 7–3        |
| Miami                      |     | 3R    | 3R    | 4R    | F     | 3R    | 3R    |     |     | 13–6       |
| Monte-Carlo                |     | SF    | 1R    | F     | G     | F     | CF    |     |     | 23–5       |
| Roma                       |     | 2R    |       | 3R    |       | F     | 1R    |     |     | 8–4        |
| Hamburgo                   |     |       |       | G     | F     | CF    | 1R    |     |     | 14–3       |
| Canadá                     |     |       |       | 1R    | 1R    | 1R    |       |     |     | 0–3        |
| Cincinnati                 |     | 1R    | 2R    | CF    |       | 2R    |       |     |     | 5–4        |
| Madrid                     |     |       | Q1    |       |       | 3R    |       |     |     | 1–1        |
| París                      |     |       | 1R    | 3R    |       | 2R    |       |     |     | 1–2        |
| Victorias – Derrotas       | 0–0 | 7–4   | 3–4   | 21–6  | 19–4  | 18–9  | 4–4   | 0–0 | 0–0 | 72–31      |
| Representación Nacional    |     |       |       |       |       |       |       |     |     |            |
| Copa Davis                 |     |       |       |       | CF    | SF    |       |     |     | 5–3        |
| Düsseldorf                 |     |       |       |       |       | F     |       |     |     | 3–0        |
| Estadísticas               |     |       |       |       |       |       |       |     |     |            |
| Títulos                    | 0   | 1     | 0     | 5     | 2     | 1     | 0     | 0   | 0   | 9          |
| Finales Alcanzadas         | 0   | 2     | 1     | 7     | 6     | 4     | 0     | 0   | 0   | 20         |
| Total Victorias – Derrotas | 3–4 | 26–15 | 22–16 | 60–16 | 39–14 | 55–27 | 11–14 | 0–0 | 2–8 | 218–114    |
| Ranking de Fin de Año      | 88  | 44    | 45    | 5     | 7     | 8     | 116   | –   | 577 | $5,859,179 |